# مشكال
المِشْكال هو أنبوب مرايا يحتوى خرز ملون، وحصى حر، وغيرها من الأشياء الملونة الصغيرة. المشاهد ينظر من إحدى الأطراف ويدخل الضوء من الطرف الآخر، منعكساً من على المرايا. عادة هناك اثنان من المرايا وهما على شكل مستطيل. وضع المرايا بزاوية 45 ° يخلق ثماني صور مكررة، وست صور عند 60 درجة، وأربعة عند 90 درجة. كلما تم تحريك الأنبوب بشكل دائرى، يستطيع المشاهد رؤية الاشكال بألوان وأنماط مختلفة.أي نمط عشوائي من الأشياء تستطيع رؤيته عبر المشكال كنمط متماثل جميل بسبب الانعكاسات في المرايا. اثنان من المرايا سيشكلان نمط أو أنماط معزولة ضد خلفية سوداء صلبة، في حين ثلاثة من المرايا على شكل مثلث مغلق يشكلون نمطاً يملأ المجال بأكمله.
لمجموعتان متناظرتان ثنائى الأبعاد، تجد نقطة المتلون تمثل نقطة التقاطع بين اثنين أو أكثر من خطوط تناظر الانعكاس. في حالة وجود مجموعة منفصلة، الزاوية بين الأسطر المتتالية هو 180 ° / ن ل ن عدد صحيح ≥ 2. عند هذه النقطة هناك خطوط ن متناظرة الانعكاس، وهذه النقطة هي مركز ن أضعاف التناظر الدائري. وانظر أيضاً تركيبات التماثل. المشاكيل الحديثة مصنوعة من أنابيب النحاس، والزجاج الملون، والخشب، والفولاذ، والقرع، ومعظم أي مواد أخرى يمكن للفنان نحتها أو تشكيلها. هناك جزء داخل المشكال يحمل الأشياء التي يتم النظر إليها تسمى غرفة أو خلية. خلايا الكائن قد تحتوي على أي مادة. أحياناً تجد الخلية مليئة بسائل وذلك حتى يسطيع الشئ أن يطفو ويتحرك من خلال الخلية حركة خفيفة عند مشاهدة الشخص.

## التاريخ

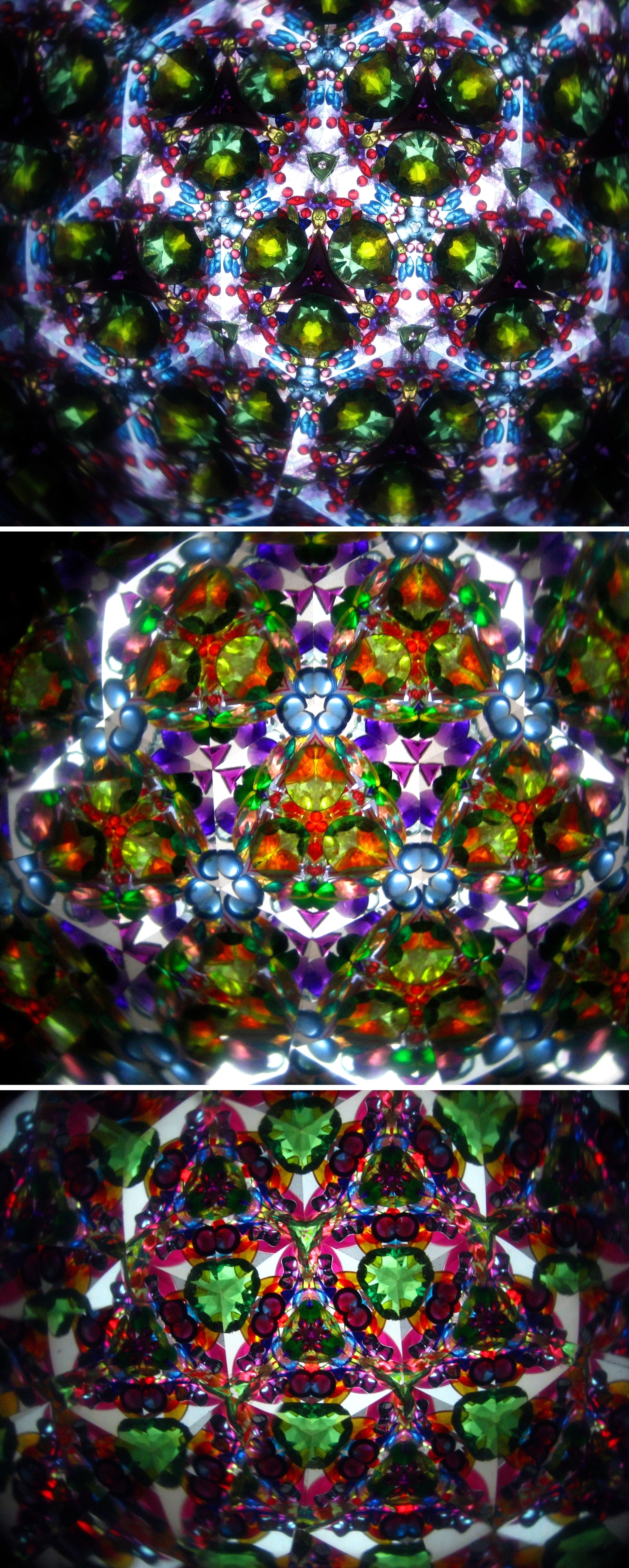
أنماط كما تم رؤيتها من خلال المشكال.

كان المشكال معروفاً لدى اليونانيين القدماء، وقد تم ابتكارها من قبل السير ديفيد بروستر عام 1816 حين أجريت التجارب على استقطاب الضوء؛ بروستر حصل على براءة الاختراع عام 1817. كان التصميم الأول عبارة عن انبوب مع زوج من المرايا عند طرف واحد، وزوج من الأقراص الشفافة في الطرف الآخر، والخرز بينهما. في البداية كان المقصود به أداة علمية، لكن وسرعان ما تم نسخها كلعبة. اعتقد بروستر أنه سيحصل على المال من اختراعه المعروف، ولكن خطأ في صياغة اختراعه سمحت للآخرين بنسخ اختراعه. [بحاجة لمصدر]
في أمريكا، عمم تشارلز بوش المشكال. اليوم، مثل هذه المنتجات تباع بمبلغ أكثر من 1،000 دولار. كوزى بيكر كان يجمع المشاكيل وألف كتباً حول عدد قليل من الفنانين الذين كانوا يقومون بتصنيعه في السبعينات خلال عام 2000. بيكر له الفضل في تنشيط نهضة صناعة المشكال في أميركا. في عام 1999 في مجلة صغيرة عن المشكال تدعى ملخص عن المشكال كانت المجلة تقوم بنشر وتغطية الفنانين، وجامعي، والتجارة، والأحداث التي لها علاقة بذلك. تم إنشاء هذه المجلة وتحريرها من قبل بريت بينسلى، إحدى فنانين المشكال المعروفين في هذا الوقت، والمجلة هي مصدر للمعلومات عن المشكال.
صالات عرض أحياناً تحمل القليل منها، في حين أن آخرين منهم متخصصين في تنفيذ العشرات من أنواع مختلفة من مختلف الفنانين والحرفيين.
المشاكيل ترتبط بالهندسة القطعية.

## الخلفية التاريخية
بالنسبة لبعض المعلومات الأساسية عن هندسة المشكال، انظر مجموعة الانعكاس. عمل المشكال يستند على
مبدأ الانعكاسات المتعددة عند وجود أكثر من مرآة واحدة متصلة معاً.

## وصلات خارجية
- Brewster Kaleidoscope Society – international organization for kaleidoscope enthusiasts
- Kaleidoscope Mirror Designs